# Nordenham
Nordenham település Németországban, azon belül Alsó-Szászország tartományban. Lakosainak száma 26 410 fő (2023. december 31.).

## Népesség
A település népességének változása:
| Lakosok száma | 26 325 | 26 294 | 26 230 | 26 193 | 25 959 | 26 308 | 26 410 |
|               | 2015   | 2016   | 2017   | 2019   | 2021   | 2022   | 2023   |